# Mikuláš Austinus
Mikuláš Austinus (16. století) byl litoměřický měšťan, zastánce magdeburského práva a patrně autor Extraktu magdeburského práva, který měl dokumentovat životnost saského práva v českých zemích.